# Những chỉ trích đối với Facebook
Facebook (và công ty mẹ Meta Platforms) đã phải đối mặt với nhiều chỉ trích và các vụ kiện pháp lý kể từ khi thành lập vào năm 2004. Facebook bị chỉ trích vì ảnh hưởng quá lớn đến cuộc sống và sức khỏe của người dùng và nhân viên, cũng như cách mà Facebook tác động đến truyền thông, đặc biệt là tin tức. Một số vấn đề nổi bật bao gồm Quyền riêng tư trên Internet, như việc sử dụng nút "thích" trên các trang web bên thứ ba để theo dõi người dùng, lưu giữ thông tin người dùng vô thời hạn, sử dụng phần mềm nhận diện khuôn mặt tự động, và yêu cầu tiết lộ tài khoản giữa nhà tuyển dụng và nhân viên. Sử dụng Facebook có thể gây ra các tác động tâm lý và sinh lý tiêu cực như cảm giác ghen tuông tình dục, căng thẳng, thiếu sự chú ý, và nghiện mạng xã hội mà trong một số trường hợp có thể so sánh với nghiện ma túy.
Hoạt động của Facebook cũng thu hút sự chú ý của truyền thông. Công ty sử dụng điện, tránh thuế, yêu cầu người dùng sử dụng tên thật, áp dụng các chính sách kiểm duyệt, xử lý dữ liệu người dùng, và tham gia vào chương trình giám sát PRISM của Hoa Kỳ và vụ bê bối dữ liệu của Facebook-Cambridge Analytica đã bị báo chí và các nhà phê bình lên án. Facebook đã chịu sự chỉ trích vì 'lờ đi' hoặc trốn tránh trách nhiệm về nội dung trên nền tảng của mình, bao gồm vi phạm bản quyền và sở hữu trí tuệ, ngôn từ thù địch, kích động hiếp dâm, bạo lực đối với các nhóm thiểu số, khủng bố, tin tức giả mạo, các vụ giết người, tội phạm và các vụ bạo lực được trực tiếp qua chức năng Facebook Live.
Facebook và nhân viên của họ đã đối mặt với nhiều vụ kiện qua các năm, trong đó nổi bật nhất là vụ kiện cáo buộc CEO Mark Zuckerberg đã vi phạm hợp đồng miệng với Cameron Winklevoss, Tyler Winklevoss, và Divya Narendra để xây dựng mạng xã hội HarvardConnection vào năm 2004. Thay vì thực hiện hợp đồng, ông bị cáo buộc đã ăn cắp ý tưởng và mã nguồn để ra mắt Facebook trước khi HarvardConnection bắt đầu hoạt động. Vụ kiện ban đầu được giải quyết vào năm 2009, Facebook phải trả khoảng 20 triệu USD tiền mặt và 1,25 triệu cổ phiếu. Một vụ kiện mới vào năm 2011 đã bị bác bỏ. Vụ việc này, cùng với tranh cãi khác liên quan đến Zuckerberg và đồng sáng lập, cựu CFO Eduardo Saverin, được đề cập trong bộ phim tiểu sử Mỹ năm 2010 The Social Network. Một số nhà phê bình cho rằng những vấn đề này sẽ dẫn đến sự suy tàn của Facebook. Một số chính phủ đã cấm Facebook vì nhiều lý do khác nhau, bao gồm Syria, Trung Quốc, Iran và Nga.

## Kiểm duyệt
Facebook có các chính sách minh bạch về kiểm duyệt một số loại nội dung nhất định, chẳng hạn như loại bỏ ngôn từ thù địch và hình ảnh chứa nội dung tình dục hoặc bạo lực. Tuy nhiên, công ty vẫn bị chỉ trích vì kiểm duyệt thông tin không minh bạch. Một số ví dụ về điều này bao gồm:

### Kiểm duyệt sự chỉ trích về Facebook
Báo chí thường xuyên đưa tin về những câu chuyện của người dùng cho rằng Facebook đã kiểm duyệt họ vì chỉ trích chính Facebook, với các bài đăng của họ bị xóa hoặc giảm độ hiển thị. Ví dụ bao gồm Elizabeth Warren vào năm 2019 và Rotem Shtarkman vào năm 2016.
Trong các báo cáo truyền thông và các vụ kiện từ những người từng làm việc kiểm duyệt nội dung của Facebook, một cựu nhân viên kiểm duyệt của Facebook (Chris Gray) cho biết có những quy tắc cụ thể để theo dõi và đôi khi nhắm mục tiêu các bài đăng chống lại hoặc chỉ trích Facebook bằng cách khớp các từ khóa như "Facebook" hoặc "DeleteFacebook".
Chức năng tìm kiếm của Facebook hạn chế người dùng tìm kiếm một số từ khóa nhất định. Michael Arrington của TechCrunch đã viết về việc Facebook kiểm duyệt từ khóa "Ron Paul". Nhóm Facebook của MoveOn.org, tổ chức các cuộc biểu tình chống lại vi phạm quyền riêng tư, không thể tìm thấy bằng cách tìm kiếm. Ngay cả từ "privacy" cũng bị hạn chế.

### Kiểm duyệt liên quan đến chính trị toàn cầu
Năm 2015, báo cáo cho thấy Facebook kiểm duyệt mọi nội dung liên quan đến sự phản đối của người Kurd đối với Thổ Nhĩ Kỳ. Điều này bao gồm bản đồ của Kurdistan, cờ của các nhóm vũ trang người Kurd như PKK và YPG, cũng như các chỉ trích đối với Mustafa Kemal Atatürk, người sáng lập Thổ Nhĩ Kỳ.
Năm 2016, Facebook ngăn chặn và xóa các nội dung liên quan đến tranh chấp Kashmir.
Trong một podcast, Mark Zuckerberg thừa nhận rằng Facebook đã chặn tất cả các tin tức liên quan đến vụ rò rỉ email của con trai Joe Biden trong cuộc bầu cử Hoa Kỳ năm 2020 theo yêu cầu từ FBI. Bản tin này cho rằng con trai của Joe Biden, khi đó là phó tổng thống trong chính quyền Obama, đã lợi dụng ảnh hưởng của cha mình để thu xếp một thỏa thuận với một doanh nhân Ukraine.

#### Kiểm duyệt theo chính sách đối ngoại của Hoa Kỳ
Năm 2021, Facebook bị cáo buộc đã kiểm duyệt các bài viết chỉ trích Israel và ủng hộ Palestine. Trong cuộc xung đột liên quan đến tranh chấp tài sản ở Sheikh Jarrah năm 2021, Facebook bị cáo buộc đã xóa hàng trăm bài đăng chỉ trích Israel. Các quan chức cấp cao của Facebook đã xin lỗi Thủ tướng Palestine vì việc kiểm duyệt các tiếng nói ủng hộ Palestine.
Vào tháng 10 năm 2021, The Intercept đã phát hiện ra một danh sách đen bí mật về "các cá nhân và tổ chức nguy hiểm" do Facebook quản lý. Điều này cho thấy việc kiểm duyệt ở khu vực MENA nghiêm ngặt hơn so với ở Hoa Kỳ. Các nhà phê bình và học giả cho rằng danh sách đen và hướng dẫn này đã hạn chế sự thảo luận tự do và áp dụng quy tắc một cách không đồng đều.

## Vấn đề quyền riêng tư
Facebook đối mặt với nhiều lo ngại về quyền riêng tư. Ví dụ, vào tháng 8 năm 2019, công ty thuê các nhà thầu để ghi lại các cuộc trò chuyện âm thanh của người dùng. Các nhà thầu này được giao nhiệm vụ ghi lại các cuộc trò chuyện để kiểm tra độ chính xác của công cụ tự động chuyển văn bản. Những lo ngại này xuất phát từ việc Facebook bán thông tin người dùng, dẫn đến nguy cơ mất quyền riêng tư. Ngoài ra, các nhà tuyển dụng và các tổ chức, cá nhân khác đã sử dụng dữ liệu Facebook cho mục đích riêng của họ, dẫn đến việc lộ danh tính của người dùng mà không có sự cho phép. Để đáp lại, các nhóm áp lực và chính phủ ngày càng khẳng định quyền riêng tư của người dùng và quyền kiểm soát dữ liệu cá nhân của họ.

## Ảnh hưởng tâm lý/xã hội học
Nhà tâm thần học Randolph M. Nesse và nhà sinh học tiến hóa George C. Williams đã phát triển y học tiến hóa và nhận thấy rằng hầu hết các tình trạng y tế mãn tính đều xuất phát từ sự khác biệt giữa lối sống săn bắn-hái lượm du mục không có nhà nước và cuộc sống hiện đại định cư trong các quốc gia công nghệ tiên tiến (ví dụ như các xã hội WEIRD). Nesse cho rằng sự khác biệt tiến hóa này góp phần quan trọng trong việc phát triển một số rối loạn tâm thần.
Năm 1948, 50% hộ gia đình ở Mỹ có ít nhất một chiếc ô tô. Đến năm 2000, phần lớn hộ gia đình ở Mỹ có ít nhất một máy tính cá nhân và truy cập internet vào năm sau đó. Năm 2002, phần lớn người Mỹ tham gia khảo sát báo cáo rằng họ sở hữu điện thoại di động. Đến tháng 9 năm 2007, phần lớn hộ gia đình ở Mỹ có internet băng thông rộng tại nhà. Tháng 1 năm 2013, phần lớn người tham gia khảo sát ở Mỹ sở hữu một chiếc smartphone.

### Nghiện Facebook
Nghiên cứu "World Unplugged" thực hiện vào năm 2011 cho rằng việc từ bỏ mạng xã hội đối với một số người dùng tương đương với việc bỏ thuốc lá hoặc từ bỏ rượu. Một nghiên cứu khác vào năm 2012 bởi các nhà nghiên cứu từ Trường Kinh doanh Booth của Đại học Chicago tại Hoa Kỳ phát hiện rằng các mạng xã hội gây nghiện còn hơn cả rượu và thuốc lá. Một nghiên cứu năm 2013 trên tạp chí CyberPsychology, Behavior, and Social Networking cho thấy một số người dùng quyết định từ bỏ mạng xã hội vì cảm thấy họ bị nghiện. Năm 2014, khi Facebook ngừng hoạt động trong khoảng 30 phút, nhiều người dùng đã gọi điện đến dịch vụ khẩn cấp.
Vào tháng 4 năm 2015, Pew Research Center tiến hành một cuộc khảo sát với 1.060 thanh thiếu niên Mỹ từ 13 đến 17 tuổi. Cuộc khảo sát cho thấy gần ba phần tư trong số họ sở hữu hoặc có quyền truy cập vào một chiếc smartphone, 92 phần trăm truy cập internet hàng ngày và 24 phần trăm cho biết họ truy cập internet "gần như liên tục". Vào tháng 3 năm 2016, tạp chí Frontiers in Psychology công bố một cuộc khảo sát với 457 sinh viên sau trung học sử dụng Facebook (sau khi tiến hành thí điểm với 47 sinh viên sau trung học khác) tại một trường đại học lớn ở Bắc Mỹ. Kết quả cho thấy mức độ nghiêm trọng của các triệu chứng ADHD có mối tương quan dương có ý nghĩa thống kê với việc sử dụng Facebook khi lái xe và các xung động sử dụng Facebook khi lái xe mạnh hơn ở nam giới so với nữ giới.
Vào tháng 6 năm 2018, tạp chí Children and Youth Services Review đã công bố một nghiên cứu với 283 thanh thiếu niên sử dụng Facebook tại các vùng Piedmont và Lombardy ở miền Bắc nước Ý. Nghiên cứu này tái hiện lại những phát hiện trước đó ở người lớn, cho thấy thanh thiếu niên có triệu chứng ADHD cao có khả năng nghiện Facebook, duy trì thái độ tiêu cực về quá khứ và tin rằng tương lai đã được định trước và không thể thay đổi bởi hành động hiện tại. Họ cũng có xu hướng không đạt được các mục tiêu trong tương lai. Triệu chứng ADHD còn làm gia tăng biểu hiện của loại phụ thuộc tâm lý gọi là "sử dụng mạng xã hội có vấn đề".
Vào tháng 10 năm 2023, các tài liệu tòa án ở Mỹ cáo buộc Meta đã cố tình thiết kế các nền tảng để gây nghiện cho trẻ em. Công ty đã cho phép trẻ em dưới tuổi quy định tạo tài khoản, vi phạm Đạo luật bảo vệ quyền riêng tư của trẻ em trên mạng. Theo lời tố cáo của Frances Haugen, Meta nhắm mục tiêu vào trẻ em dưới 18 tuổi.

### Sự ghen tị
Facebook thường khiến mọi người cảm thấy ghen tị và không hạnh phúc vì họ liên tục nhìn thấy những khoảnh khắc tích cực nhưng không đại diện cho cuộc sống thực của bạn bè. Những khoảnh khắc này bao gồm các bài đăng, video và ảnh về các hoạt động, trải nghiệm và sự kiện tích cực. Điều này xảy ra vì người dùng Facebook thường chỉ chia sẻ những điều tốt đẹp trong cuộc sống và giấu đi những điều tiêu cực. Nó cũng liên quan đến sự chênh lệch giữa các nhóm xã hội, vì Facebook mở cửa cho mọi người từ mọi tầng lớp.
Các trang web như AddictionInfo.org cho rằng loại ghen tị này có thể ảnh hưởng sâu sắc đến cuộc sống, gây ra trầm cảm nặng, tự căm ghét, cơn thịnh nộ, oán giận, cảm giác thua kém và bất an, bi quan, khuynh hướng và mong muốn tự tử, cô lập xã hội, và nhiều vấn đề nghiêm trọng khác. Truyền thông thường gọi tình trạng này là "Sự ghen tị trên Facebook" hoặc "Trầm cảm Facebook".
Năm 2010, tạp chí Social Science Computer Review công bố nghiên cứu của các nhà kinh tế học Ralf Caers và Vanessa Castelyns. Họ đã gửi một bảng câu hỏi trực tuyến đến 398 người dùng LinkedIn và 353 người dùng Facebook tại Bỉ. Kết quả cho thấy cả hai trang web này đều trở thành công cụ để tuyển dụng ứng viên cho các công việc chuyên môn và cung cấp thêm thông tin về ứng viên. Nhà tuyển dụng sử dụng thông tin này để quyết định ai sẽ được mời phỏng vấn.
Năm 2017, nhà xã hội học Ofer Sharone đã phỏng vấn những người lao động thất nghiệp để nghiên cứu tác động của LinkedIn và Facebook như những trung gian trong thị trường lao động. Ông phát hiện các dịch vụ mạng xã hội (SNS) tạo ra hiệu ứng lọc mà ít liên quan đến đánh giá năng lực, và hiệu ứng này đã tạo ra áp lực mới cho người lao động để quản lý sự nghiệp sao cho phù hợp với logic của hiệu ứng lọc SNS.
Một nghiên cứu chung do hai trường đại học Đức thực hiện đã chứng minh hiện tượng ghen tị trên Facebook và phát hiện rằng có tới một trong ba người cảm thấy tồi tệ hơn và ít hài lòng với cuộc sống sau khi truy cập vào trang web này. Ảnh chụp kỳ nghỉ là nguồn gốc phổ biến nhất gây ra cảm giác oán giận và ghen tị. Tiếp theo là tương tác xã hội, khi người dùng Facebook so sánh số lượng lời chúc mừng sinh nhật, lượt thích và bình luận với bạn bè của họ. Những người ít tương tác nhất thường cảm thấy tồi tệ nhất. "Theo phát hiện của chúng tôi, việc theo dõi thụ động kích hoạt cảm xúc ghen tị, với người dùng chủ yếu ghen tị với hạnh phúc của người khác, cách họ đi nghỉ và giao tiếp xã hội," nghiên cứu cho biết.
Năm 2013, các nhà nghiên cứu tại Đại học Michigan phát hiện rằng càng sử dụng Facebook nhiều, mọi người càng cảm thấy tồi tệ hơn sau đó.
Người dùng tự luyến thường thể hiện sự kiêu ngạo quá mức, gây ra cảm xúc tiêu cực cho người xem và làm họ ghen tị, nhưng điều này cũng có thể dẫn đến sự cô đơn của người xem. Người xem đôi khi cần chấm dứt mối quan hệ với những người này để tránh cảm xúc tiêu cực. Tuy nhiên, sự "tránh né" này, chẳng hạn như "chấm dứt mối quan hệ", lại có thể củng cố sự cô đơn và dẫn đến một vòng luẩn quẩn của sự cô đơn và tránh né, theo nghiên cứu cho biết.

### Ly hôn
Mạng xã hội như Facebook có thể gây ảnh hưởng xấu đến hôn nhân, khi người dùng lo lắng về các mối quan hệ trực tuyến của vợ/chồng mình, dẫn đến đổ vỡ hôn nhân và ly hôn. Theo một khảo sát năm 2009 tại Anh, khoảng 20% đơn xin ly hôn nhắc đến Facebook. Facebook đã mang đến một nền tảng mới cho giao tiếp giữa các cá nhân. Các nhà nghiên cứu cho rằng mức độ sử dụng Facebook cao có thể dẫn đến xung đột và ly hôn liên quan đến Facebook. Các nghiên cứu trước đây đã chỉ ra rằng các mối quan hệ lãng mạn có thể bị tổn hại do việc sử dụng Internet quá mức, ghen tuông trên Facebook, giám sát đối tác, thông tin mơ hồ và việc thể hiện mối quan hệ thân mật trực tuyến. Những người sử dụng Internet quá mức báo cáo rằng họ có nhiều xung đột hơn trong mối quan hệ. Đối tác của họ cảm thấy bị bỏ rơi và cam kết trong mối quan hệ giảm đi, cùng với cảm giác đam mê và thân mật thấp hơn. Theo bài báo, các nhà nghiên cứu nghi ngờ rằng Facebook có thể góp phần làm gia tăng tỷ lệ ly hôn và ngoại tình trong tương lai do sự dễ dàng kết nối với các đối tác cũ. Việc sử dụng Facebook có thể gây ra cảm giác ghen tuông tình dục.

### Căng thẳng
Nghiên cứu từ các nhà tâm lý học tại Đại học Edinburgh Napier cho thấy Facebook làm tăng căng thẳng cho người dùng. Nguyên nhân gây căng thẳng bao gồm sợ bỏ lỡ thông tin xã hội quan trọng, sợ làm phật lòng bạn bè, cảm giác khó chịu hoặc tội lỗi khi từ chối yêu cầu kết bạn hoặc xóa liên hệ không mong muốn, hoặc khi bị hủy kết bạn hoặc bị chặn bởi bạn bè trên Facebook. Ngoài ra, cảm giác không hài lòng khi yêu cầu kết bạn bị từ chối hoặc phớt lờ, áp lực phải thể hiện mình thú vị, bị chỉ trích hoặc đe dọa từ người dùng khác, và phải dùng phép lịch sự phù hợp với từng loại bạn bè khác nhau cũng gây ra căng thẳng. Nhiều người bắt đầu sử dụng Facebook với mục đích tích cực hoặc kỳ vọng tích cực đã nhận thấy rằng trang web này ảnh hưởng tiêu cực đến cuộc sống của họ.
Ngoài ra, số lượng tin nhắn và mối quan hệ xã hội tăng lên trên các trang mạng xã hội cũng làm tăng lượng thông tin xã hội đòi hỏi sự phản hồi từ người dùng. Kết quả là người dùng cảm thấy mình đang phải dành quá nhiều hỗ trợ xã hội cho bạn bè trên mạng. Mặt tối này của việc sử dụng mạng xã hội gọi là 'quá tải xã hội'. Nguyên nhân do mức độ sử dụng, số lượng bạn bè, chuẩn mực hỗ trợ xã hội chủ quan, và loại hình mối quan hệ (chỉ trực tuyến so với bạn bè ngoài đời), trong khi tuổi tác chỉ có ảnh hưởng gián tiếp. Hậu quả tâm lý và hành vi của quá tải xã hội bao gồm cảm giác kiệt sức, sự hài lòng thấp của người dùng, và ý định muốn giảm hoặc ngừng sử dụng mạng xã hội.

## Tránh thuế
Facebook sử dụng nhiều công ty vỏ bọc tại các thiên đường thuế để tránh trả hàng tỷ đô la tiền thuế doanh nghiệp. Theo The Express Tribune, Facebook nằm trong số các tập đoàn tránh hàng tỷ đô la tiền thuế bằng cách sử dụng các công ty nước ngoài. Ví dụ, Facebook chuyển hàng tỷ đô la lợi nhuận qua các kế hoạch tránh thuế như Double Irish và Dutch Sandwich vào các tài khoản ngân hàng ở Quần đảo Cayman. Tờ báo Hà Lan NRC Handelsblad kết luận từ Hồ sơ Paradise công bố cuối năm 2017 rằng Facebook gần như không trả thuế trên toàn thế giới.
Ví dụ, Facebook đã nộp thuế như sau:
- Năm 2011, nộp 2,9 triệu bảng thuế trên lợi nhuận 840 triệu bảng tại Vương quốc Anh.
- Năm 2012 và 2013, không nộp thuế tại Vương quốc Anh.
- Năm 2014, nộp 4.327 bảng thuế trên hàng trăm triệu bảng doanh thu tại Vương quốc Anh, vốn đã chuyển sang các thiên đường thuế.[113]

Theo nhà kinh tế học và thành viên phái đoàn PvdA trong Liên minh Tiến bộ của các Đảng Xã hội chủ nghĩa và Dân chủ tại Nghị viện Châu Âu, Paul Tang, từ năm 2013 đến 2015, EU ước tính mất khoảng 1.453 triệu đến 2.415 triệu euro do Facebook. So với các quốc gia ngoài EU, EU chỉ đánh thuế Facebook với tỷ lệ từ 0,03% đến 0,1% doanh thu (khoảng 6% lợi nhuận trước thuế), trong khi tỷ lệ này gần 28% ở các quốc gia ngoài EU. Nếu áp dụng tỷ lệ từ 2% đến 5% trong giai đoạn này, như đề xuất của Hội đồng ECOFIN, sự gian lận với tỷ lệ này của Facebook có thể khiến EU mất từ 327 triệu đến 817 triệu euro.
|               |      | Doanh thu (triệu EUR)     | Doanh thu (triệu EUR) | Doanh thu (triệu EUR) | Lợi nhuận trước thuế (triệu EUR) | Lợi nhuận trước thuế (triệu EUR) | Lợi nhuận trước thuế (triệu EUR) | Thuế (triệu EUR)          | Thuế (triệu EUR) | Thuế (triệu EUR) | Thuế / Lợi nhuận trước thuế | Thuế / Lợi nhuận trước thuế | Thuế / Lợi nhuận trước thuế | Thuế / Doanh thu          | Thuế / Doanh thu | Thuế / Doanh thu |
| Tổng cộng     | EU   | Phần còn lại của thế giới | Tổng cộng             | EU                    | Phần còn lại của thế giới        | Tổng cộng                        | EU                               | Phần còn lại của thế giới | Tổng cộng        | EU               | Phần còn lại của thế giới   | Tổng cộng                   | EU                          | Phần còn lại của thế giới |                  |                  |
| ------------- | ---- | ------------------------- | --------------------- | --------------------- | -------------------------------- | -------------------------------- | -------------------------------- | ------------------------- | ---------------- | ---------------- | --------------------------- | --------------------------- | --------------------------- | ------------------------- | ---------------- | ---------------- |
| Facebook Inc. | 2013 | 5,720                     | 3,069                 | 2,651                 | 2,001                            | (4)                              | 2,005                            | 911                       | 3                | 908              | 46%                         | n.a                         | 45%                         | 15.93%                    | 0.10%            | 34.25%           |
|               | 2014 | 10,299                    | 5,017                 | 5,282                 | 4,057                            | (20)                             | 4,077                            | 1,628                     | 5                | 1,623            | 40%                         | n.a                         | 40%                         | 15.81%                    | 0.09%            | 30.73%           |
|               | 2015 | 16,410                    | 8,253                 | 8,157                 | 5,670                            | (43)                             | 5,627                            | 2,294                     | 3                | 2,291            | 40%                         | 6%                          | 41%                         | 13.98%                    | 0.03%            | 28.09%           |

Vào ngày 6 tháng 7 năm 2016, Bộ Tư pháp Mỹ nộp đơn lên Tòa án Quận ở San Francisco, yêu cầu tòa án ra lệnh thi hành một lệnh yêu cầu hành chính đối với Facebook, Inc., theo điều 7602 của Bộ luật Thuế Nội bộ, liên quan đến cuộc kiểm tra của Cơ quan Thuế vụ Mỹ về bản khai thuế thu nhập liên bang năm 2010 của Facebook.
Vào tháng 11 năm 2017, tờ Irish Independent ghi nhận rằng trong năm tài chính 2016, Facebook đã trả 30 triệu euro thuế công ty Ireland trên 12,6 tỷ euro doanh thu chuyển qua Ireland, tương đương với tỷ lệ thuế hiệu quả tại Ireland dưới 1%. Trong số 12,6 tỷ euro doanh thu của Facebook vào năm 2016 được chuyển qua Ireland, gần một nửa là doanh thu toàn cầu của Facebook. Vào tháng 4 năm 2018, Reuters cho biết tất cả các tài khoản không thuộc Mỹ của Facebook được đặt hợp pháp tại Ireland nhằm mục đích thuế, nhưng đang được chuyển đi do quy định GDPR của EU có hiệu lực từ tháng 5 năm 2018.
Vào tháng 11 năm 2018, tờ Irish Times báo cáo rằng Facebook đã chuyển hơn 18,7 tỷ euro doanh thu qua Ireland (gần một nửa tổng doanh thu toàn cầu), trên số tiền này Facebook đã trả 38 triệu euro thuế công ty Ireland.

## Đối xử với nhân viên, người điều hành và nhà thầu

### Người điều hành
Facebook thuê một số nhân viên thông qua các nhà thầu như Accenture, Arvato, Cognizant, CPL Resources và Genpact để làm công việc kiểm duyệt nội dung, kiểm tra các nội dung có thể gây vấn đề trên cả Facebook và Instagram. Nhiều nhà thầu gặp phải các kỳ vọng không thực tế, điều kiện làm việc khắc nghiệt và phải tiếp xúc liên tục với nội dung gây rối, bao gồm bạo lực đồ họa, lạm dụng động vật và khiêu dâm trẻ em. Việc làm cho các nhà thầu phụ thuộc vào việc đạt và duy trì điểm số 98 trên thang điểm 100 theo một chỉ số gọi là "độ chính xác". Điểm số thấp hơn 98 có thể dẫn đến sa thải. Một số người đã gặp rối loạn căng thẳng sau chấn thương (PTSD) do thiếu sự hỗ trợ tâm lý, kết hợp với những kỳ vọng không khoan nhượng và nội dung bạo lực mà họ phải xem xét.
Nhân viên kiểm duyệt nội dung Keith Utley, làm việc cho Cognizant, đã bị nhồi máu cơ tim trong công việc vào tháng 3 năm 2018; văn phòng không có máy khử rung tim, và Utley được chuyển đến bệnh viện nơi ông qua đời. Selena Scola, một nhân viên của nhà thầu Pro Unlimited, Inc., đã kiện công ty sau khi phát triển PTSD do "liên tục tiếp xúc với các hình ảnh cực kỳ độc hại và gây rối tại nơi làm việc". Vào tháng 12 năm 2019, cựu nhân viên CPL Chris Gray bắt đầu hành động pháp lý tại Tòa án Tối cao Ireland, yêu cầu bồi thường cho PTSD gặp phải khi làm việc với tư cách là người điều hành, là trường hợp đầu tiên trong số hơn 20 vụ kiện đang chờ xử lý. Vào tháng 2 năm 2020, các nhân viên ở Tampa, Florida đã đệ đơn kiện Facebook và Cognizant, cáo buộc họ phát triển PTSD và các vấn đề sức khỏe tâm thần liên quan do tiếp xúc liên tục với nội dung gây rối.
Vào tháng 2 năm 2020, các Ủy viên Liên minh Châu Âu chỉ trích kế hoạch của Facebook liên quan đến điều kiện làm việc của những người được thuê để kiểm duyệt nội dung trên nền tảng mạng xã hội này.
Vào ngày 12 tháng 5 năm 2020, Facebook đồng ý dàn xếp vụ kiện tập thể với số tiền 52 triệu đô la, bao gồm khoản thanh toán 1.000 đô la cho mỗi trong số 11.250 người kiểm duyệt tham gia vụ kiện, cùng với khoản bồi thường bổ sung cho việc điều trị PTSD và các tình trạng khác phát sinh từ công việc.

### Nhân viên
Các kế hoạch phát triển bất động sản thuộc sở hữu của Facebook, được biết đến với tên gọi "Willow Village", đã gặp phải chỉ trích vì giống như một "company town", nơi thường hạn chế quyền lợi của cư dân và khuyến khích hoặc buộc nhân viên phải ở lại trong môi trường do nhà tuyển dụng tạo ra và giám sát ngoài giờ làm việc. Những người chỉ trích đã gọi dự án này là "Zucktown" và "Facebookville", và công ty đối mặt với sự chỉ trích thêm về ảnh hưởng của nó đối với các cộng đồng hiện có ở California.
Vào tháng 3 năm 2021, quản lý điều hành tại Facebook, cùng với ba ứng viên cũ trong quy trình tuyển dụng của Facebook, đã khiếu nại lên EEOC về việc công ty thực hiện phân biệt chủng tộc đối với người da đen. Nhân viên hiện tại, Oscar Veneszee Jr., đã cáo buộc công ty thực hiện các đánh giá chủ quan và thúc đẩy các quan niệm phân biệt chủng tộc. EEOC đã coi đây là sự phân biệt chủng tộc "hệ thống" và đã bắt đầu một cuộc điều tra.

### Các chiến dịch gây hiểu lầm chống lại đối thủ cạnh tranh
Vào tháng 5 năm 2011, các email đã được gửi đến các nhà báo và blogger, đưa ra những cáo buộc chỉ trích về chính sách quyền riêng tư của Google. Tuy nhiên, sau đó người ta phát hiện rằng chiến dịch chống Google này, do gã khổng lồ PR Burson-Marsteller thực hiện, được Facebook tài trợ trong một hành động mà CNN gọi là "một mức độ thủ đoạn mới" và Daily Beast gọi là "một chiến dịch bôi nhọ vụng về". Khi nhận trách nhiệm về chiến dịch, Burson-Marsteller cho biết họ không nên đồng ý giữ bí mật về danh tính khách hàng (Facebook). "Dù lý do là gì, đây hoàn toàn không phải là quy trình hoạt động tiêu chuẩn và trái ngược với chính sách của chúng tôi, và nhiệm vụ theo các điều khoản này nên bị từ chối", công ty cho biết.
Vào tháng 12 năm 2020, Apple Inc công bố sáng kiến chống theo dõi (chính sách theo dõi theo tùy chọn) sẽ được giới thiệu cho các dịch vụ App Store của họ. Facebook nhanh chóng phản ứng và bắt đầu chỉ trích sáng kiến này, cho rằng sự thay đổi tập trung vào quyền riêng tư của Apple sẽ có "tác động tiêu cực đến nhiều doanh nghiệp nhỏ đang vật lộn để tồn tại và đến Internet miễn phí mà chúng ta ngày càng phụ thuộc hơn". Facebook cũng ra mắt trang web "Speak Up For Small Businesses". Trong phản hồi của mình, Apple cho biết "người dùng nên biết khi dữ liệu của họ được thu thập và chia sẻ qua các ứng dụng và trang web khác – và họ nên có quyền chọn cho phép điều đó hay không". Apple cũng nhận được sự ủng hộ từ Electronic Frontier Foundation (EFF), tổ chức cho rằng "Facebook quảng cáo bản thân như đang bảo vệ các doanh nghiệp nhỏ, và điều đó hoàn toàn không đúng sự thật".
Vào tháng 3 năm 2022, The Washington Post tiết lộ rằng Facebook đã hợp tác với công ty tư vấn Cộng hòa Targeted Victory để tổ chức một chiến dịch nhằm làm tổn hại danh tiếng công khai của đối thủ TikTok.